# Мирсіні Колоні
Мирсіні Колоні (грец. Μυρσίνη Κολώνη; нар. 18 листопада 1979) — грецька борчиня вільного стилю, бронзова призерка чемпіонату Європи.

## Життєпис
У 1998 році стала бронзовою призеркою чемпіонату Європи серед юніорів.
Виступала за спортивний клуб «Емануель Папас». Тренер — Автанділ Залева.

## Спортивні результати на міжнародних змаганнях

### Виступи на Чемпіонатах світу
| Змагання                        | Збірна | Вагова категорія          | Місце |
| ------------------------------- | ------ | ------------------------- | ----- |
| Чемпіонат світу з боротьби 1998 | Греція | жіноча боротьба, до 51 кг | 12    |
| Чемпіонат світу з боротьби 2002 | Греція | жіноча боротьба, до 48 кг | 10    |
| Чемпіонат світу з боротьби 2003 | Греція | жіноча боротьба, до 51 кг | 8     |

### Виступи на Чемпіонатах Європи
| Змагання                         | Збірна | Вагова категорія          | Місце  |
| -------------------------------- | ------ | ------------------------- | ------ |
| Чемпіонат Європи з боротьби 1999 | Греція | жіноча боротьба, до 46 кг | 7      |
| Чемпіонат Європи з боротьби 2002 | Греція | жіноча боротьба, до 48 кг | 9      |
| Чемпіонат Європи з боротьби 2003 | Греція | жіноча боротьба, до 48 кг | 11     |
| Чемпіонат Європи з боротьби 2004 | Греція | жіноча боротьба, до 48 кг | Бронза |

### Виступи на інших змаганнях
| Змагання                           | Збірна | Вагова категорія          | Місце  |
| ---------------------------------- | ------ | ------------------------- | ------ |
| Klippan Lady Open 2002             | Греція | жіноча боротьба, до 48 кг | Бронза |
| Тестовий турнір FILA 2004          | Греція | жіноча боротьба, до 51 кг | 5      |
| Klippan Lady Open 2004             | Греція | жіноча боротьба, до 48 кг | 4      |
| Гран-прі Німеччини з боротьби 2004 | Греція | жіноча боротьба, до 48 кг | 10     |

### Виступи на змаганнях молодших вікових груп
| Змагання                                       | Збірна | Вагова категорія          | Місце  |
| ---------------------------------------------- | ------ | ------------------------- | ------ |
| Чемпіонат Європи з боротьби серед юніорів 1997 | Греція | жіноча боротьба, до 43 кг | 6      |
| Чемпіонат Європи з боротьби серед юніорів 1998 | Греція | жіноча боротьба, до 46 кг | Бронза |
| Чемпіонат світу з боротьби серед юніорів 1998  | Греція | жіноча боротьба, до 46 кг | 6      |
| Чемпіонат Європи з боротьби серед юніорів 1999 | Греція | жіноча боротьба, до 46 кг | 5      |
| Чемпіонат світу з боротьби серед юніорів 1999  | Греція | жіноча боротьба, до 46 кг | 4      |